# 유덕형
유덕형(1984년 5월 26일 ~ )은 현대 유니콘스에서 뛰었던 전 야구선수다. 현재 KBO 심판을 맡고 있다.
4월 10일 SSG와 LG 트윈스 경기에서 스트라이크 판정과 관련한 오심을 범하여 경기를 지배했다는 논란을 일으켰다.

## 기록
- 2005년: 3경기 2타수 무안타 1삼진[2]
- 2006년: 1군 출전 기록 없음[2]
- 2007년: 3경기 4타수 무안타 4삼진[2]

## 출신 학교
- 인창고등학교
- 제주관광대학교

## 같이 보기
- 2005년 현대 유니콘스 시즌
- 2007년 현대 유니콘스 시즌